# Rattanpálma
A rattanpálma (Calamus) az egyszikűek (Liliopsida) osztályának pálmavirágúak (Arecales) rendjébe sorolt pálmafélék (Arecaceae) egyik nemzetsége. Magyarul rotáng néven is gyakori: itt ezt a névváltozatot a nemzetség névadó típusfajára használjuk. Magyarországon a 20. század első felében spanyolnádnak is nevezték.

## Előfordulása
A legtöbb faj Délkelet-Ázsiában honos, néhány nemzetség azonban egészen Nyugat-Afrikáig eljutott. Haszonnövényként több faját (főleg a névadó rotángot) többfelé betelepítették; gyakorlatilag minden trópusi vidéken megterem.

## Megjelenése, felépítése
E tüskés, liánszerű pálma törzsének hossza elérheti a 300 métert, ezzel ez a leghosszabb törzsű szárazföldi növény. Karcsú törzse kör keresztmetszetű, átmérője néhány millimétertől akár 20 centiméterig terjedhet. A törzs végig ugyanolyan vastag, tömör.
Nincs (levél)koronája, levelei szórtan állnak.

## Életmódja, termőhelye
Többnyire vadon nő a dzsungelben, csak néhány ültetvényen termesztik. A trópusi esőerdőkben a talajon és a fákon egyaránt kúszik; a szárán növő tüskék a kapaszkodást segítik. .

## Felhasználása
Kitermelése nehéz munka. Lehúzzák a törzset a fa koronájáról, majd eltávolítják róla a tüskés, burkoló hüvelyleveleket. Ezután 20–40 milliméter vastag, 3–5 méter (Terebess), illetve 10–15 méter (Gazlap) hosszú darabokra vágják. A rudakat kötegelve szállítják a falvakba. Első kérgét a növény leveleivel együtt géppel hántolják, majd dízelolaj és kókuszolaj keverékében főzik 5-40 percig, hogy világos, egyenletes színt kapjanak. Ezután csiszolják, fűrészporral tisztítják, majd szín és átmérő szerint osztályozzák. Gúlákban, szabad levegőn szárítják, ami után újabb osztályozás és a szilárdsági próba következik.
A rudakat a bútorok teherviselő szerkezetéhez használják fel, a szemcsés külső réteget, a vesszőt, a belső magot és az egészen vékony törzseket a fonatokhoz, szőnyegekhez, kosarakhoz. A fonásra használt anyagot csak vízben puhítják, és a szőnyeget szövőszéken készítik el vagy kézzel fonják meg. A székek, asztalok, szekrények statikus elemeinek szánt vastag rudakat forró vízgőzzel kissé előgőzölik vagy láng felett melegítik, majd sablonokkal alakítják a kívánt formára. Egyes rotáng-bútorok természetes színét meghagyják, másokat folysavval vagy kénnel kifehérítenek és utána a megrendelt színűre pácolnak.
A könnyű és rugalmas rotáng-bútorok Európában a 17. századtól terjedtek el. Először XV. Lajos kézművesei készítettek belőle rokokó stílusú bútorokat, majd egy időben gyakran „bécsi kávéházi székeknek” nevezték őket. Azóta a technológiai fejlesztésnek és főleg a gépesítésnek köszönhetően már nemcsak ülőgarnitúra készíthető belőle, de gyakorlatilag bármilyen bútor:
- előszobafogasok és falburkolatok,
- tükörkeretek,
- kisebb komódok,
- étkezők (és persze ülőgarnitúrák), de akár
- konyhabútorok is.

A kisbútorok, kiegészítők, virágtartók mellett komplett szekrény-polc kombinációkat is összeállíthatunk belőle.
A rattan bútorok nem érzékenyek a nedvességre, és tisztán tartásuk is egyszerű: vizes szivaccsal könnyen lemoshatók.

## Rendszertani felosztása
A nemzetség jóval több mint 500 fajt számlál.